# Mankocin
Mankocin – część wsi Łapino Kartuskie w Polsce, położona w województwie pomorskim, w powiecie kartuskim, w gminie Żukowo. Wchodzi w skład sołectwa Łapino Kartuskie.
W latach 1975–1998 Mankocin administracyjnie należał do województwa gdańskiego.